# Elfenwald

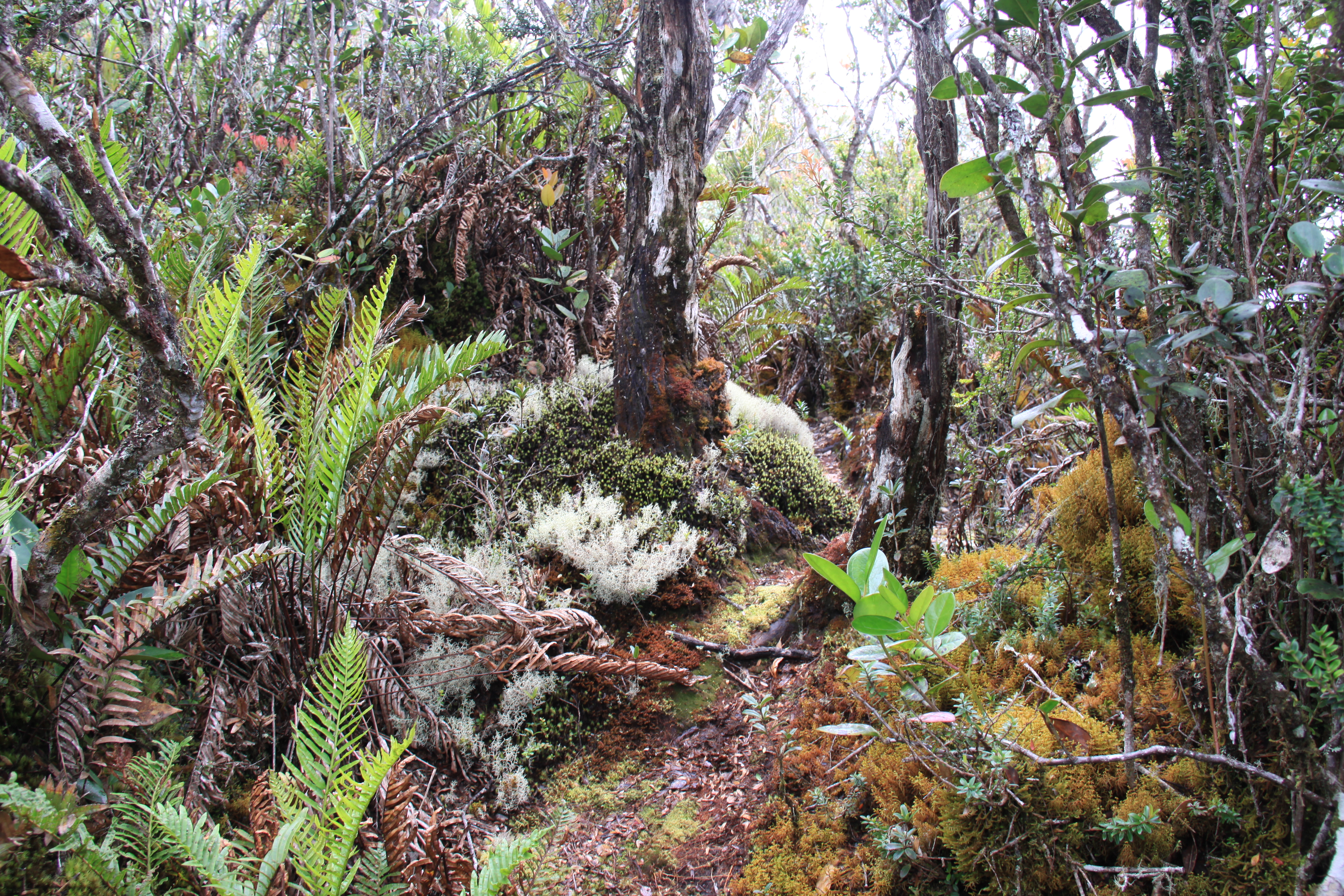
Elfenwald am Mount Kemiri des Gunung Leuser Nationalparks, Sumatra, Indonesien

Der Elfenwald (englisch: Elfin forest, seltener: Krummholz-Nebelwald) ist ein mäßig nebelbeeinflusster, tropischer Bergnebelwald nahe der Waldgrenze, dessen Zwergwuchs häufigen Winden zu verdanken ist. Im Elfenwald gehören Moose und Baumfarne zu den typischen Arten. Die dort vorkommenden „riesenhaften“ Farne und die relativ niedrigen Bäume erwecken den Eindruck einer Fabelwelt und stellen die Assoziation zu den namensgebenden Elfen her.

## Name
Dieser Waldtyp wurde 1944 von John Stanley Beard unter der Bezeichnung elfin woodland wegen des märchenhaften Aussehens in die Literatur eingeführt. Während Beard später elfin thicket (also etwa: Elfendickicht) bevorzugte, verwendeten viele Autoren elfin forest, das dem im Deutschen üblichen Begriff Elfenwald am ehesten entspricht. In der englischsprachigen Literatur findet sich außerdem noch der Begriff dwarf forest (also etwa: Zwergwald). Knapp prägte 1965 für diesen Wald den Begriff Krummholz-Nebelwald, der am deutlichsten die zwei Charakteristika vereint, aber nur selten verwendet wird.

## Klassifikation
Elfenwälder bilden in stark windexponierten und strahlungsarmen Höhenlagen die oberste Stufe der tropischen Nebelwälder. Ihre Artenzusammensetzung entspricht den Nebelwäldern; ihre Differenzierung erfolgt ausschließlich wegen der knorrigen, teilweise kriechenden Wuchsformen und -höhen von 3 bis 5 m. Die Bäume sind dicht von Moosen und Flechten behangen. Daneben dominieren Epiphyten wie Bromelien und Orchideen die Vegetation. Sie bilden damit das tropische Äquivalent zum Krummholz der gemäßigten Zone. Gefolgt wird der Elfenwald in größeren Höhen von der Páramo.
Die Höhenlage variiert deutlich. Aufgrund des Massenerhebungseffektes finden sich Elfenwälder in den großen Gebirgen Südamerikas, den Anden, sowie in Afrika erst ab etwa 3000 m, auf dem Kinabalu in Borneo bei rund 2800 m, während sie in isolierten Berglagen der Karibik schon unter 1000 m angetroffen werden.

## Charakteristika
Trotz aller kontinentalen Unterschiede der entlang der Tropen verbreiteten Elfenwälder weisen diese zahlreiche Gemeinsamkeiten auf:
- wassergesättigte Böden und verringerte Wurzelatmung
- unzureichende Entwässerung des Bodens
- starke Winde (Diese bewirken ein Kronendach, das wie eine gemähte Wiese aussieht.)[8]
- Nährstoffauswaschung
- niedrige Temperaturen
- häufige Bewölkung
- reduzierte Sonneneinstrahlung (u. a. durch Kronenschluss der Bäume sowie Moos).

Die Individuendichte und Artenvielfalt nimmt vom Tiefland zur Elfenwaldstufe hin dramatisch ab.

## Flora

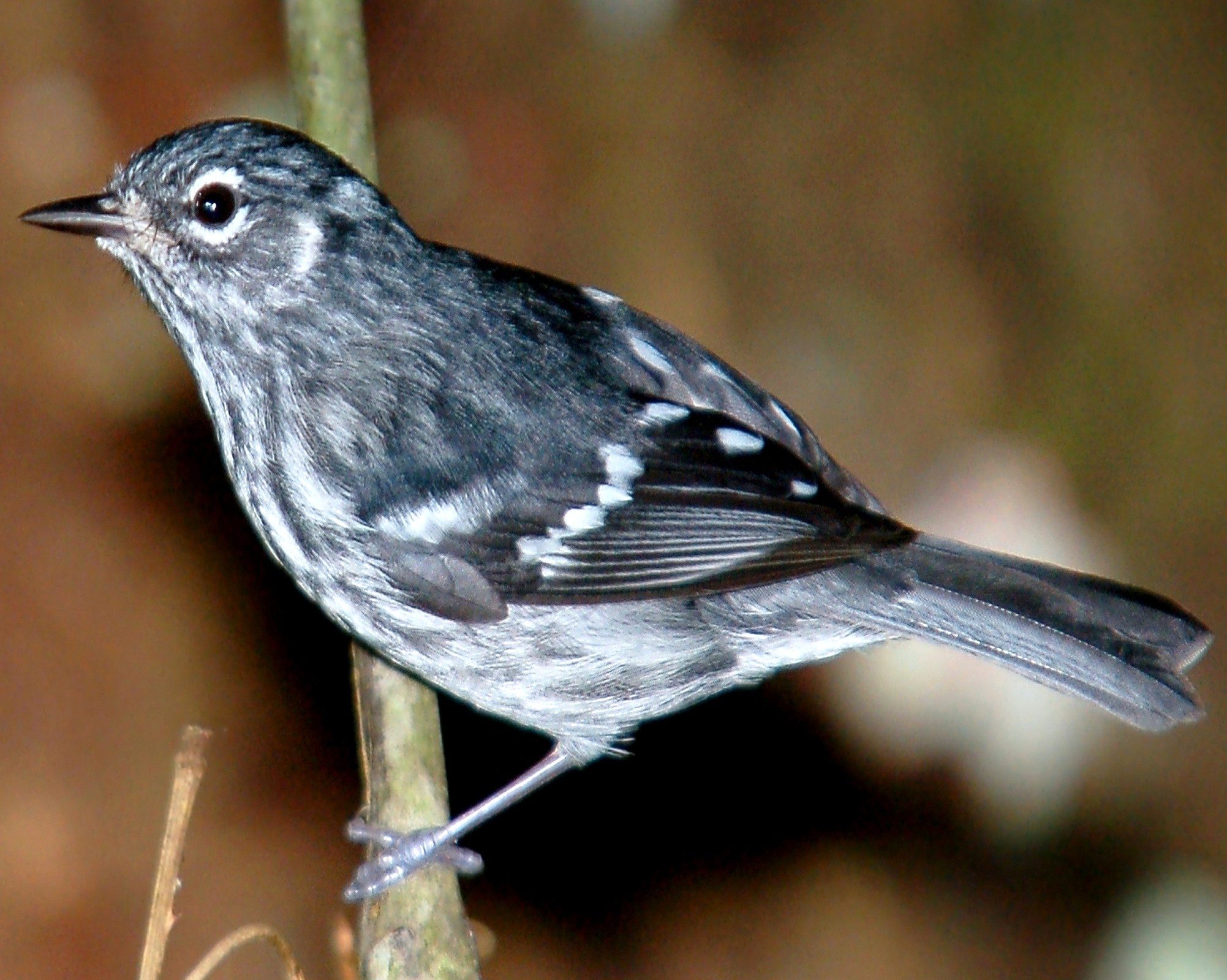
Der Puerto-Rico-Waldsänger wurde zuerst im Elfenwald von Puerto Rico entdeckt und erhielt danach seinen englischen Namen elfin woods warbler.

Je nach Region bilden verschiedene Bäume den Bestand. Neotrop kommen vor: Brunellia (Familie Brunelliaceae), Bejaria (Ericaceae), Clusia (Clusiaceae), Gynoxys (Compositae), Ilex, Miconia, Rhamnus, Escallonia und Weinmannia (Cunoniaceae). In Costa Rica wachsen ebenfalls Clusia sowie Araliaceae. In Afrika sind Erica-Gewächse vorherrschend und in Malaysia wachsen u. a. Leptospermum und Harzeiben. Dazu treten Bambus und Baumfarne wie Cyathea. Typisch sind auch  nahezu transparenten Hautfarngewächse Hymenophyllum.

## Fauna
Elfenwälder beherbergen einige Tiere, die es nur in diesem Lebensraum gibt beziehungsweise die hier entdeckt wurden. Der mit durchschnittlich 11,4 mm kleinste Frosch der Anden Noblella pygmaea wurde 2009 von einem deutsch-peruanischen Forscherteam im Elfenwald des Manú Nationalparks entdeckt.
Der Puerto-Rico-Waldsänger (englisch: elfin woods warbler) wurde im Elfenwald von Puerto Rico entdeckt und erhielt seinen englischen Namen nach diesem Waldtyp, da man zu der Zeit annahm, dass dies sein einziger Lebensraum sei. Weitaus häufiger sind in den Anden Kolibris, jedoch gehören auch diese zu den gefährdeten Arten, so der Antioquiakolibri, dessen Vorkommen auf den Elfenwald beschränkt ist und das erst 2005 entdeckte Isabella-Schneehöschen. Ebenfalls bedroht ist der Peruanerkauz, eine der weltweit kleinsten Eulen. Die Kaiserbekassine wurde aufgrund ihres beschränkten Vorkommens im Bereich der Elfenwälder erst 1972 wiederentdeckt, nachdem sie lange als ausgestorben galt.

## Verbreitung
Elfenwälder kommen weltumspannend in tropischen Bergregionen vor. In den Ostkordilleren von Ecuador liegen sie auf einer Höhe zwischen 2700 und 3100 m ü NN. In Puerto Rico gibt es im El Yunque National Forest in den höheren Zonen eine solche Vegetationszone. In Afrika findet sie sich ebenfalls unterhalb der Páramo-Stufe, also unterhalb etwa 3200 bis 4000 m. In Ostasien finden sich Elfenwälder auf Borneo und Sumatra.